# キーテジ (小惑星)
キーテジ (4188 Kitezh) は、小惑星帯に位置する小惑星である。ニコライ・チェルヌイフがクリミア天体物理天文台で発見した。
13世紀モンゴル帝国の侵攻から逃れたロシア正教徒によって造られたという見えない町という、ロシア正教古儀式派の伝説上の聖地、キーテジ（ロシア語: Китеж）に因んで名付けられた。